# Mahesh Kanodia
Mahesh Kanodia (n. 11 noiembrie 1939, Mehsana⁠(d), India Britanică, India – d. 25 octombrie 2020, Gandhinagar, Gujarat, India) a fost un cântăreț și politician din Gujarat, India.

## Biografie
Mahesh Kanodia s-a născut pe 27 ianuarie 1937 în satul Kanoda (acum în districtul Patan, Gujarat, India). A absolvit studiile primare la Școala Shahpur din Ahmedabad. A lucrat în industria de film Gujarati timp de patru decenii în calitate de cântăreț și compozitor. A cântat cu fratele său, actorul și cântărețul Naresh Kanodia, duetul lor fiind cunoscut ca Mahesh-Naresh.
A fost de patru ori (legislaturile XX, XXI, XXII și XXIV – în anii 1991-1999 și 2004-2009) deputat ales al circumscripției Patan în Lok Sabha (camera inferioară a Parlamentului Indiei), reprezentând Partidul Bharatiya Janata.
În 2011 a fost publicată cartea autobiografică Sauna Hridayma Hammesh: Mahesh-Naresh, care descrie în limba Gujarati viața celor doi frați.
A murit pe 25 octombrie 2020 la Gandhinagar, după o boală îndelungată. Timp de șase ani înainte de moartea sa a fost paralizat. Fratele său mai mic, Naresh Kanodia, a murit două zile mai târziu din cauza complicațiilor produse de COVID-19.

## Viață personală
S-a căsătorit cu Uma pe 1 ianuarie 1960. Fiica lor, Pooja, care s-a format ca muziciană, a murit în 2015. Nepotul Hitu Kanodia este deputat în Adunarea Legislativă Gujarat.